# Alfred Pleasonton

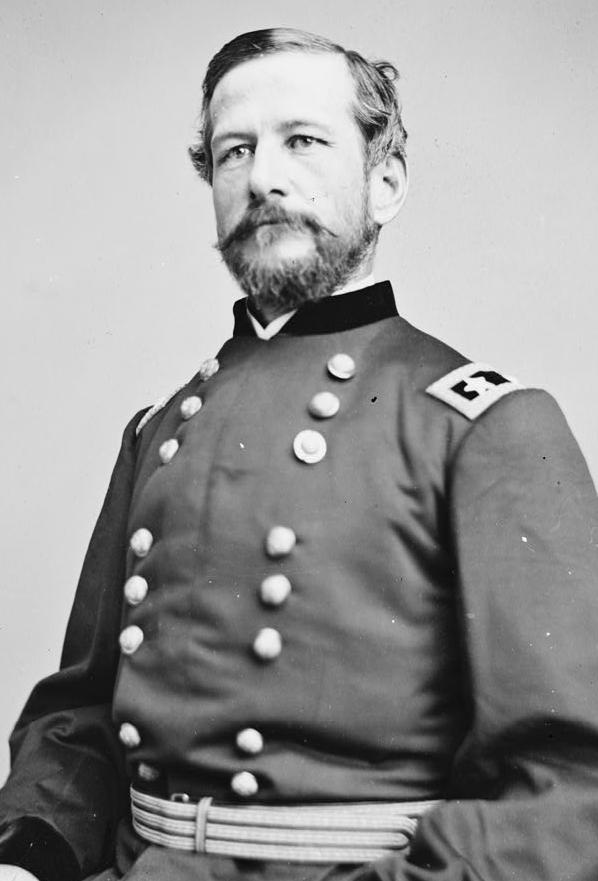
Alfred Pleasonton

Alfred Pleasonton (* 7. Juli 1824 in Washington, D.C.; † 17. Februar 1897 ebenda) war ein US-amerikanischer Generalmajor und Regierungsbeamter. Im Amerikanischen Bürgerkrieg wurde er als hochrangiger Kavallerie-General auf Seiten der Nordstaaten bekannt.

## Leben
Alfred Pleasonton wurde als Sohn von Stephen Pleasonton (1776–1855) und Mary Hopkins (1783–1851) geboren. Der Vater war von 1820 bis 1852 Superintendent im Finanzministerium. Am 1. Juli 1844 schloss der jüngere Pleasonton die West-Point-Militärakademie ab und wurde Brevet-Leutnant im 1. Dragoner-Regiment, das in Fort Atkinson stationiert war. Er folgte seiner Einheit zum Grenzdienst in Minnesota und Iowa. Während des Krieges mit Mexiko diente er in Texas und wurde am 3. November 1845 zum Leutnant im 2. Dragoner-Regiment befördert. 1846 nahm er während des Mexiko-Krieges an der Schlacht von Palo Alto und der Schlacht von Resaca de la Palma teil. In seiner Garnison in Albuquerque wurde er am 30. September 1849 zum Oberleutnant befördert und versah Grenzschutz im New-Mexico-Territorium. Am Jornado del Muerto bekämpfte er Anfang 1852 die Apachen. Er wurde ab 1. Juli 1854 als Regimentsadjutant zum 2. Dragoner-Regiment versetzt und am 3. März 1855 in der Garnison von Fort Leavenworth zum Kapitän befördert. 1856 nahm er an einer Expedition gegen die Sioux teil und im folgenden Jahr bekämpfte er die Indianer in Kansas. Vom 27. Oktober 1858 bis zum 5. Juli 1860 führte er ein Armee-Depot in Oregon.
Zu Beginn des Bürgerkrieges (April 1861) organisierte er Freiwillige in Wilmington. Als Captain begleitete Pleasonton im Juli 1861 die 2. Dragoner von Fort Crittenden im Utah-Territorium nach Washington, D.C. Er nutzte die früheren Verbindungen seines verstorbenen Vaters für seine weitere Karriere und wurde am 15. Februar 1862 zum Major befördert. Mit dem 2. Dragoner-Regiment kämpfte er bei der Potomac-Armee unter General George B. McClellan auf der Halbinsel und nahm an der Belagerung von Yorktown (5. April–4. Mai) sowie an den Operationen gegen Richmond (26. Juni–2. Juli) teil. Danach befehligte er eine Kavallerie-Brigade der Potomac-Armee.
Am 2. September 1862 übernahm er beim  XII. Korps unter Brigadegeneral Joseph K. Mansfield das Kommando einer Kavallerie-Division und bestand mit seinen Reitern am 15. September ein Scharmützel bei Boonsboro. Am 17. September wurde er während der Schlacht am Antietam am rechten Ohr verwundet und zum Oberstleutnant befördert. Er leitete die Verfolgung von Stuarts Kavallerie und kämpfte am 12. Oktober im Gefecht am Mouth of Monocacy. Infolge der Rappahannock-Kampagne deckte seine Reiterei in der Schlacht von Fredericksburg das Hinterland der Potomac-Armee. Nach der Schlacht bei Chancellorsville (2.–3. Mai 1863) behauptete er, mit seiner Reiterei den Angriff von Stonewall Jacksons Korps gestoppt zu haben und dadurch das XI. Union-Korps vor der Vernichtung bewahrt zu haben. Sein Vorgesetzter, Generalmajor Joseph Hooker, beteuerte in diesem Fall gegenüber Präsident Abraham Lincoln, dass Pleasonton in Chancellorsville „die Unionsarmee gerettet“ habe. Darauf erhielt er am 7. Juni während der Pennsylvania-Kampagne anstatt Generalmajor George Stoneman das Kommando über das gesamte Kavalleriekorps der Union und wurde am 22. Juni 1863 zum Brigadegeneral befördert. Kurz darauf führte er die Unions-Kavallerie in der Schlacht bei Brandy Station, einer der größten Kavallerie-Schlachten des Krieges. Die Unionskavallerie überraschte dabei die konföderierte Kavallerie unter General Jeb Stuart und entschied das Treffen nach 14-stündigen Kampf für sich. General Hooker hatte befohlen, die konföderierte Kavallerie in der Nähe von Culpeper zu vernichten, aber Pleasonton behauptete später, dass ihm nur befohlen worden war, eine „Aufklärung gegen Culpeper“ durchzuführen, wodurch seine Handlungen keine Entscheidung brachten. Im weiteren Verlauf der Gettysburg-Kampagne bis zum Höhepunkt der Schlacht nahm Pleasonton an keinen Kämpfen mehr teil, weil er im Hauptquartier Hookers festgehalten wurde. Die Armee von Nordvirginia unter General Robert E. Lee konnte währenddessen fast ungehindert durch das Shenandoahtal nach Pennsylvania vordringen. In dieser Zeit setzte Pleasonton mit Hilfe seines Neffen und Kongressabgeordneten die Beförderung seiner Günstlinge, Captain Elon John Farnsworth, Wesley Merritt und Oberleutnant George Armstrong Custer zu Brigadegeneralen durch.
In der Schlacht von Gettysburg verstand es Generalmajor George Gordon Meade, die direktere Kontrolle über die Kavallerie auszuüben, so hatte Pleasonton für die von General Hugh Judson Kilpatrick geführte unglückliche Kavallerie-Aktion am 3. Juli keine Verantwortung zu tragen. Er wurde an den Kriegsschauplatz von Trans-Mississippi versetzt und besiegte die Truppen unter General Sterling Price in die Schlacht von Byram's Ford. Die folgende Schlacht bei Mine Creek beseitigte die letzte Bedrohung durch die Konföderierten im Westen. Ab dem 23. März 1864 befehligte Pleasonton den Distrikt von Zentral-Missouri und ab Juli den Distrikt St. Louis. Danach war er bei der Verteidigung von Jefferson City aktiv, verfolgte die Rebellen unter General Price in Richtung Fort Scott nach Kansas und schlug diesen nochmalig am 13. März 1865 in der Schlacht von Marais des Cygnes. Am 10. April 1866 ernannte ihn Präsident Andrew Johnson für die Kampagne in Missouri zum Generalmajor, die Ernennung wurde vom Senat der Vereinigten Staaten am 4. Mai 1866 bestätigt.
Nach dem Krieg wurde er, obwohl er in der regulären Armee bereits den Ehrenrang des Brevet-Generalmajors erlangt hatte, auf den permanenten Rang eines Kavalleriemajors zurückgestuft. Er wollte die Kavallerie nicht verlassen, lehnte aber auch den Rang eines Oberstleutnants in der Infanterie ab und blieb unzufrieden in seiner Rangordnung, wo er unter Offizieren stand, die im Bürgerkrieg unter ihm standen. Pleasonton trat 1868 aus seinem Dienstverhältnis zurück, wurde aber 20 Jahre später (1888) als Major der Reserve bei der Armee wieder aufgenommen. Als Zivilist arbeitete er vom 3. Januar bis 8. August 1871 unter Präsident Ulysses S. Grant als Collector of Internal Revenue und dann als Commissioner of Internal Revenue; in dieser Funktion folgte er auf Columbus Delano. Er wurde bald aufgefordert, aus dem Bureau of Internal Revenue (später Internal Revenue Service) auszutreten, nachdem er sich vor dem Kongress für die Aufhebung der Einkommensteuer eingesetzt und sich mit seinen Vorgesetzten im Finanzministerium überworfen hatte. Er lehnte den eigenen Rücktritt ab und wurde offiziell entlassen. Er diente noch kurz als Präsident der Terre Haute und als Geschäftsführer der Cincinnati Railroad. Pleasonton wurde neben seinem Vater auf dem Kongressfriedhof beigesetzt.